# أكيهيكو ناكامورا
أكيهيكو ناكامورا (باليابانية: 中村明彦؛ بالكانا: なかむら あきひこ) هو منافس ألعاب قوى ياباني، ولد في 23 أكتوبر 1990 في ناغويا في اليابان.

## وصلات خارجية
- أكيهيكو ناكامورا على موقع الاتحاد الدولي لألعاب القوى (الإنجليزية)
- أكيهيكو ناكامورا على موقع الرابطة اليابانية لاتحادات ألعاب القوى (اليابانية)
- أكيهيكو ناكامورا على موقع اللجنة الأولمبية الدولية (الإنجليزية)
- أكيهيكو ناكامورا على موقع أوليمبيديا (الإنجليزية)